# Lovers Live
Lovers Live là album trực tiếp đầu tiên và album video thứ ba của ban nhạc người Anh Sade, phát hành ngày 5 tháng 2 năm 2002 bởi Epic Records. Album được thu âm trong hai ngày 20 và 21 tháng 9 năm 2001, tại Arrowhead Pond ở Anaheim, California và tại Great Western Forum ở Inglewood, California, như là một phần của chuyến lưu diễn Lovers Rock Tour. Phiên bản CD gồm 13 bản nhạc, trong khi DVD gồm 22 bản nhạc cũng như một số nội dung đặc biệt. Phiên bản trực tiếp của "Somebody Already Broke My Heart" được phát hành dưới dạng đĩa đơn trích từ Lovers Live. Đĩa nhạc đạt vị trí thứ mười trên bảng xếp hạng Billboard 200, trở thành album thứ bảy liên tiếp trong sự nghiệp của Sade vươn đên top 10 tại Hoa Kỳ.

## Danh sách bài hát
| Lovers Live – Phiên bản CD | Lovers Live – Phiên bản CD        | Lovers Live – Phiên bản CD             | Lovers Live – Phiên bản CD |
| STT                        | Nhan đề                           | Sáng tác                               | Thời lượng                 |
| -------------------------- | --------------------------------- | -------------------------------------- | -------------------------- |
| 1.                         | "Cherish the Day"                 | Sade Adu Andrew Hale Stuart Matthewman | 6:37                       |
| 2.                         | "Somebody Already Broke My Heart" | Adu Matthewman Hale Paul S. Denman     | 5:13                       |
| 3.                         | "Smooth Operator"                 | Adu Ray St. John                       | 4:16                       |
| 4.                         | "Jezebel"                         | Adu Matthewman                         | 6:44                       |
| 5.                         | "Kiss of Life"                    | Adu Matthewman Hale Denman             | 4:58                       |
| 6.                         | "Slave Song"                      | Adu Matthewman Hale Denman             | 4:35                       |
| 7.                         | "The Sweetest Gift"               | Adu Matthewman Hale Denman             | 2:32                       |
| 8.                         | "The Sweetest Taboo"              | Adu Martin Ditcham                     | 6:01                       |
| 9.                         | "Paradise"                        | Adu Matthewman Hale Denman             | 4:32                       |
| 10.                        | "No Ordinary Love"                | Adu Matthewman                         | 6:09                       |
| 11.                        | "By Your Side"                    | Adu Matthewman Hale Denman             | 4:54                       |
| 12.                        | "Flow"                            | Adu Matthewman Hale Denman             | 5:01                       |
| 13.                        | "Is It a Crime?"                  | Adu Matthewman Hale                    | 8:23                       |
| Tổng thời lượng:           | Tổng thời lượng:                  | Tổng thời lượng:                       | 69:55                      |

| Lovers Live – Phiên bản độc quyền tại Best Buy (đĩa kèm theo) | Lovers Live – Phiên bản độc quyền tại Best Buy (đĩa kèm theo) | Lovers Live – Phiên bản độc quyền tại Best Buy (đĩa kèm theo) |
| STT                                                           | Nhan đề                                                       | Thời lượng                                                    |
| ------------------------------------------------------------- | ------------------------------------------------------------- | ------------------------------------------------------------- |
| 1.                                                            | "Every Word"                                                  | 4:20                                                          |
| 2.                                                            | "Cherry Pie"                                                  | 6:02                                                          |

| Lovers Live – Phiên bản độc quyền tại Borders (đĩa kèm theo) | Lovers Live – Phiên bản độc quyền tại Borders (đĩa kèm theo) | Lovers Live – Phiên bản độc quyền tại Borders (đĩa kèm theo) |
| STT                                                          | Nhan đề                                                      | Thời lượng                                                   |
| ------------------------------------------------------------ | ------------------------------------------------------------ | ------------------------------------------------------------ |
| 1.                                                           | "King of Sorrow"                                             | 4:56                                                         |

| Lovers Live – Phiên bản độc quyền tại Circuit City (đĩa kèm theo) | Lovers Live – Phiên bản độc quyền tại Circuit City (đĩa kèm theo) | Lovers Live – Phiên bản độc quyền tại Circuit City (đĩa kèm theo) |
| STT                                                               | Nhan đề                                                           | Thời lượng                                                        |
| ----------------------------------------------------------------- | ----------------------------------------------------------------- | ----------------------------------------------------------------- |
| 1.                                                                | "Immigrant"                                                       | 3:56                                                              |
| 2.                                                                | "It's Only Love That Gets You Through"                            | 3:50                                                              |

| Lovers Live – Phiên bản độc quyền tại Wherehouse (đĩa kèm theo) | Lovers Live – Phiên bản độc quyền tại Wherehouse (đĩa kèm theo) | Lovers Live – Phiên bản độc quyền tại Wherehouse (đĩa kèm theo) |
| STT                                                             | Nhan đề                                                         | Thời lượng                                                      |
| --------------------------------------------------------------- | --------------------------------------------------------------- | --------------------------------------------------------------- |
| 1.                                                              | "Lovers Rock"                                                   | 4:30                                                            |

| Lovers Live – Phiên bản DVD | Lovers Live – Phiên bản DVD             | Lovers Live – Phiên bản DVD | Lovers Live – Phiên bản DVD |
| STT                         | Nhan đề                                 | Sáng tác                    | Thời lượng                  |
| --------------------------- | --------------------------------------- | --------------------------- | --------------------------- |
| 1.                          | "Cherish the Day"                       | Adu Hale Matthewman         | 6:46                        |
| 2.                          | "Your Love Is King"                     | Adu Matthewman              | 4:38                        |
| 3.                          | "Somebody Already Broke My Heart"       | Adu Matthewman Hale Denman  | 5:15                        |
| 4.                          | "Cherry Pie"                            | Adu Matthewman Hale Denman  | 6:06                        |
| 5.                          | "Pearls"                                | Adu Hale                    | 4:47                        |
| 6.                          | "Every Word"                            | Adu Matthewman Hale Denman  | 4:13                        |
| 7.                          | "Smooth Operator"                       | Adu St. John                | 4:06                        |
| 8.                          | "Redeye"                                | Matthewman Hale             | 4:11                        |
| 9.                          | "Jezebel"                               | Adu Matthewman              | 6:43                        |
| 10.                         | "Kiss of Life"                          | Adu Matthewman Hale Denman  | 5:05                        |
| 11.                         | "Slave Song"                            | Adu Matthewman Hale Denman  | 4:21                        |
| 12.                         | "The Sweetest Gift"                     | Adu Matthewman Hale Denman  | 2:45                        |
| 13.                         | "The Sweetest Taboo"                    | Adu Ditcham                 | 6:29                        |
| 14.                         | "Lovers Rock"                           | Adu Matthewman Hale Denman  | 4:24                        |
| 15.                         | "Immigrant"                             | Adu Janusz Podrazik         | 4:13                        |
| 16.                         | "Paradise"                              | Adu Matthewman Hale Denman  | 4:30                        |
| 17.                         | "King of Sorrow"                        | Adu Matthewman Hale Denman  | 4:51                        |
| 18.                         | "No Ordinary Love"                      | Adu Matthewman              | 5:47                        |
| 19.                         | "By Your Side"                          | Adu Matthewman Hale Denman  | 5:52                        |
| 20.                         | "Flow"                                  | Adu Matthewman Hale Denman  | 5:35                        |
| 21.                         | "Is It a Crime"                         | Adu Matthewman Hale         | 11:21                       |
| 22.                         | "It's Only Love That Gets You Through"  | Adu Podrazik                | 4:01                        |
| 23.                         | "Cảnh quay hậu trường độc quyền"        |                             | 7:41                        |
| 24.                         | "Tin nhắn cho Sade"                     |                             | 10:16                       |
| 25.                         | "King of Sorrow" (video ca nhạc)        |                             | 4:47                        |
| 26.                         | "Hình ảnh đen trắng từ chuyến lưu diễn" |                             |                             |
| Tổng thời lượng:            | Tổng thời lượng:                        | Tổng thời lượng:            | 138:43                      |

Ghi chú
- "Slave Song" chứa một đoạn từ "African Race" do The Abyssinians thể hiện và được sáng tác bởi Donald Manning, Neville Bernard Collins và Linford Elijah Manning.[1][2]

## Xếp hạng
| Bảng xếp hạng (2002)                     | Vị trí cao nhất |
| ---------------------------------------- | --------------- |
| Album Áo (Ö3 Austria)                    | 40              |
| Album Bỉ (Ultratop Vlaanderen)           | 34              |
| Album Bỉ (Ultratop Wallonie)             | 11              |
| Album Canada (Nielsen SoundScan)         | 56              |
| Album Canada R&B (Nielsen SoundScan)     | 9               |
| Album Hà Lan (Album Top 100)             | 43              |
| Album Châu Âu (Music & Media)            | 24              |
| Album Pháp (SNEP)                        | 36              |
| Album Đức (Offizielle Top 100)           | 41              |
| Album Hy Lạp (IFPI)                      | 5               |
| Album Hungaria (MAHASZ)                  | 21              |
| Album Ireland (IRMA)                     | 54              |
| Album Ý (FIMI)                           | 16              |
| Album Nhật Bản (Oricon)                  | 94              |
| Album Na Uy (VG-lista)                   | 25              |
| Album Scotland (OCC)                     | 89              |
| Album Tây Ban Nha (PROMUSICAE)           | 24              |
| Album Thụy Điển (Sverigetopplistan)      | 50              |
| Album Thụy Sĩ (Schweizer Hitparade)      | 27              |
| Album Anh Quốc (OCC)                     | 51              |
| Album Hoa Kỳ Billboard 200               | 10              |
| Album Hoa Kỳ Top R&B/Hip-Hop (Billboard) | 5               |

| Bảng xếp hạng (2002)                      | Vị trí cao nhất |
| ----------------------------------------- | --------------- |
| DVD Âm nhạc Úc (ARIA)                     | 16              |
| DVD Âm nhạc Hungaria (MAHASZ)             | 17              |
| DVD âm nhạc Thụy Điển (Sverigetopplistan) | 1               |
| Video âm nhạc Anh Quốc (OCC)              | 20              |
| Hoa Kỳ Music Video Sales (Billboard)      | 1               |

| Bảng xếp hạng (2002)                 | Vị trí |
| ------------------------------------ | ------ |
| Album Canada R&B (Nielsen SoundScan) | 96     |

| Bảng xếp hạng (2002)                      | Vị trí |
| ----------------------------------------- | ------ |
| DVD Âm nhạc Thụy Điển (Sverigetopplistan) | 27     |

## Chứng nhận
| Quốc gia                                                                           | Chứng nhận | Số đơn vị/doanh số chứng nhận |
| Video                                                                              | Video      | Video                         |
| ---------------------------------------------------------------------------------- | ---------- | ----------------------------- |
| Brasil (Pro-Música Brasil)                                                         | Vàng       | 25.000*                       |
| Đức (BVMI)                                                                         | Vàng       | 25.000^                       |
| Hoa Kỳ (RIAA)                                                                      | Bạch kim   | 100.000^                      |
| Album                                                                              |            |                               |
| Tây Ban Nha (PROMUSICAE)                                                           | Vàng       | 50.000^                       |
| Hoa Kỳ (RIAA)                                                                      | Vàng       | 562,000                       |
| * Chứng nhận dựa theo doanh số tiêu thụ. ^ Chứng nhận dựa theo doanh số nhập hàng. |            |                               |

## Lịch sử phát hành
| Khu vực        | Ngày             | Định dạng | Hãng đĩa | Ct.           |
| -------------- | ---------------- | --------- | -------- | ------------- |
| Hoa Kỳ         | 5 tháng 2, 2002  | CD        | Epic     | [ 38 ]        |
| Đức            | 18 tháng 2, 2002 | CD        | Sony     | [ 39 ]        |
| Vương quốc Anh | 18 tháng 2, 2002 | CD DVD    | Epic     | [ 40 ] [ 41 ] |
| Nhật Bản       | 20 tháng 2, 2002 | CD        | Sony     | [ 42 ]        |
| Đức            | 25 tháng 2, 2002 | DVD       | Sony     | [ 39 ]        |
| Hoa Kỳ         | 26 tháng 2, 2002 | DVD       | Epic     | [ 43 ]        |
| Úc             | 8 tháng 3, 2002  | CD        | Sony     | [ 44 ]        |
| Úc             | 12 tháng 4, 2002 | DVD       | Sony     | [ 45 ]        |
| Nhật Bản       | 29 tháng 6, 2002 | DVD       | Sony     | [ 46 ]        |